# 아서 퍼거슨
아서 퍼거슨(Arthur Furguson, 1883–1938)은 스코틀랜드 출신의 사기꾼이였다. 그는 1920년대에 영국에 방문한 미국인 관광객들에게 국가 기념물(English national monuments)과 기타 정부 재산(other government property)을 "파는 것"으로 알려지게 되었다.

## 같이 보기
- 빅토르 뤼스티그
- 조지 G. 파커(George C. Parker)